# Всегда готовы
«Всегда готовы» (итал. Nati con la camicia, англ. Go for it) — художественный фильм, комедийный боевик (Италия — США).

## Сюжет
Двое парней случайно знакомятся в придорожном кафе. Один путешествует по Америке на роликовых коньках, другого только что выпустили из тюрьмы. По недоразумению они угоняют грузовик, и за ними начинает охотиться полиция. Когда же им удаётся спастись от полиции, они опять попадают в переделку: их принимают за секретных агентов и отправляют ловить злодея, который хочет завоевать весь мир…

## В ролях
Теренс Хилл — Роско Фрейзер / агент Стейнберг
Бад Спенсер — Дуг О'Риордан / агент Мэйсон
Баффи Ди — злодейка K1
Фэйт Минтон — Вампир / Ла Фатальона
Дэвид Хаддлстон — Тигр
Риккардо Пиццути — мистер Паук
Дэн Рэмбо — Джереми Скотт
Сьюзан Тисдейл — буфетчица
Дэн Фицджералд — Леонард
Вуди Вудбери — агент в самолете
Аль Нестор